# Esquíbel
Esquíbel (también denominado Esquível y en euskera y oficialmente Eskibel) es un concejo del municipio de Vitoria, en la provincia de Álava, País Vasco (España).
Se cree que de este lugar proviene el apellido español de Esquivel.

## Toponimia
En el año 1049 en el Cartulario de San Millán de la Cogolla consta como Ezkibal.Otras denominaciones que ha tenido son Axquibel (1519) o Ezquibel (1984).

## Localización
Se encuentra 7,5 km al suroeste de la ciudad en un pequeño valle enclavado en los Montes de Vitoria. Se accede tomando la carretera A-4101. 

## Geografía física
El concejo forma parte de la Zona Rural Suroeste de Vitoria. 

### Localidades limítrofes
|                | Norte: Armentia     |               |
| Oeste: Gomecha |                     | Este: Lasarte |
|                | Sur: Berrosteguieta |               |

## Demografía
Se trata del concejo más pequeño de Vitoria y que ha contado siempre con una población pequeña. A principios del siglo XIX tenía poco más de 22 vecinos y en 1960 solo 10. Actualmente tiene solo 2 habitantes según el Padrón Municipal de habitantes del Ayuntamiento de Vitoria.
| Gráfica de evolución demográfica de Esquíbel entre 2006 y 2022                                           |
| |
| Población (2000-2017) según los censos de población del INE. Población según el padrón municipal de 2018 |

## Historia
Ha sido lugar de trasiego y de escaramuzas durante la Guerra de la Independencia Española a principios del siglo XIX y sobre todo en 1875 durante la segunda guerra carlista, donde fue roto el cerco carlista a Vitoria. Perteneció a la Hermandad y al municipio de Aríñez hasta que este quedó anexionado al de Vitoria en 1928.

## Cultura

### Patrimonio material
- Ha desaparecido la iglesia, patronato de los señores de la casa de Esquível, dedicada a San Lorenzo. En ella se situó una bella escultura de la Virgen, conservada en el Museo de Arte Sacro.[6]
- Castillo de Gomecha o de Esquível. Pese a ser conocido como castillo, en realidad se trata de una antigua torre fusilera o de señales, que recibe su nombre por situarse en un monte contiguo a Gomecha y Esquível. Actualmente apenas se conserva una de las paredes y algo de dos de sus esquinas; se adivina una torreta en una de ellas y se conservan varias ventanas abocinadas. Originalmente, su planta era cuadrada, de unos nueve metros de lado.[7]
- Cantera de piedra. En los montes de Gomecha y Esquíbel, se encuentra una cantera de piedra de valor histórico aunque la última partida salió a mediados del siglo pasado. [8]
- Depósito-Fuente-Abrevadero-Lavadero. Conjunto erigido por el Concejo y vecinos de Eskibel para el suministro de agua potable para las personas, el ganado y poder realizar la colada de la ropa. Se localiza al este del caserío, en la ladera que desde el caserío desciende hacia el arroyo que transita por este paraje. El estado de abandono en que se halla, semioculto por la vegetación que le invade, impide reconocer con rigurosidad las características del conjunto. [9]

- En las inmediaciones de esta población se encuentra el bosque de Armentia, con hayas, quejigales y bosquetes de encina carrasca.[5]

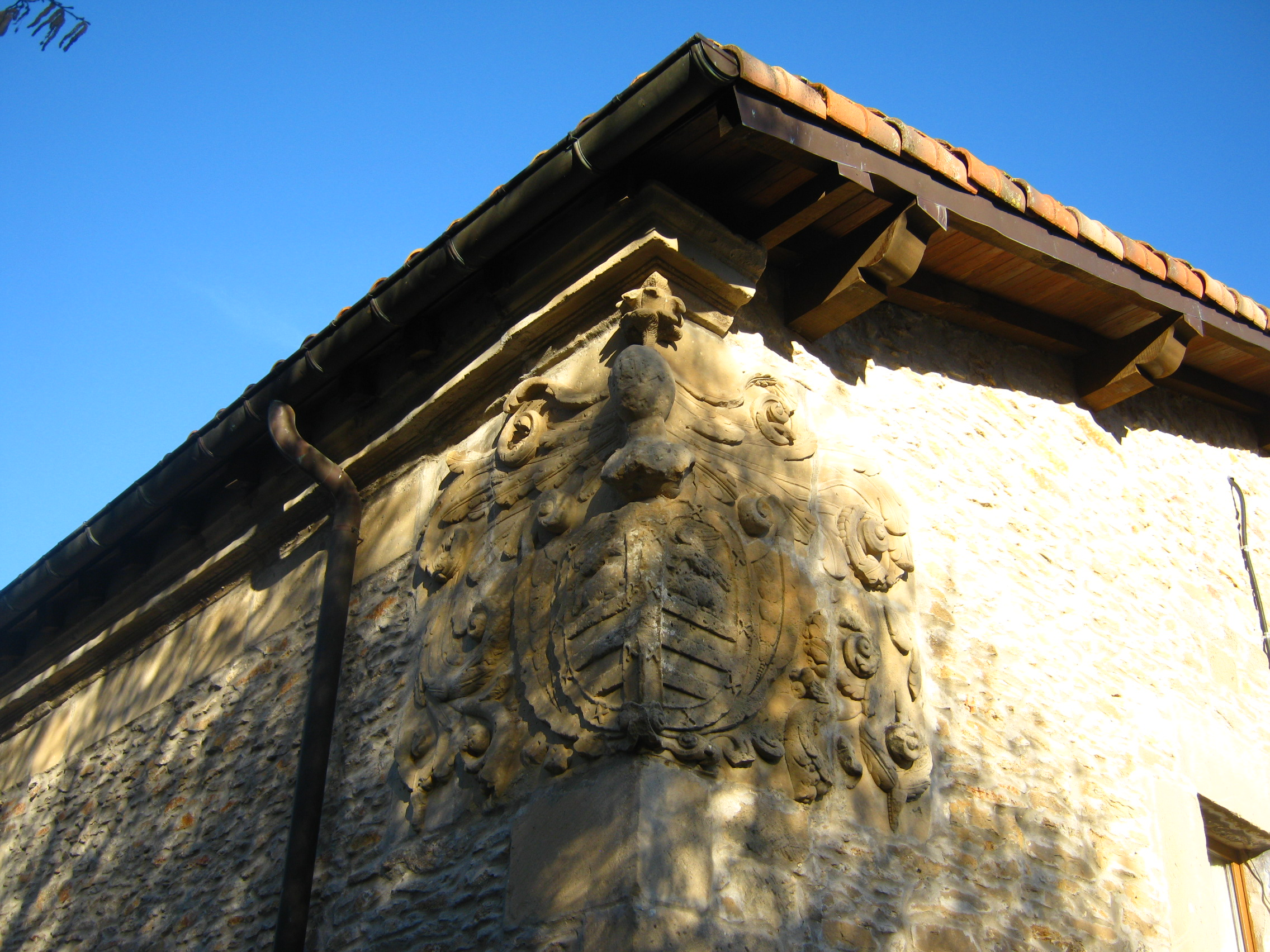
Escudo en una casa de Esquível (Álava, España)

### Patrimonio inmaterial
Los vecinos del concejo eran conocidos con el apodo de "Realistas" y celebraban sus fiestas patronales el 10 de agosto, festividad de San Lorenzo, aunque hace décadas que ya no se celebran.